# Piet Baumgartner
Piet Baumgartner (* 1984 in Rapperswil BE) ist Visual Artist und Regisseur mit einem transdisziplinären Ansatz, tätig in den Bereichen Film, Bildende Kunst und Theater. Baumgartner lebt und arbeitet in Zürich und Paris.

## Leben
Piet Baumgartner absolvierte ursprünglich eine Ausbildung zum Maschinenzeichner und arbeitete im Folgenden als Journalist, bevor er einen MA in Filmregie an der Zürcher Hochschule der Künste abschloss. Nach Abschluss seiner Weiterbildung bei Andrzej Wajda in Warschau arbeitete Baumgartner als Assistent von Frank Castorf und René Pollesch am Schauspielhaus Zürich.
Piet erstellte mehrere Musikvideos für die den Musiker Rio Wolta, die auch an Filmfestivals gezeigt wurden. Rio Wolta und Piet arbeiteten auch zusammen für Performances oder Theater, beispielsweise Showroom, das 2018 am Theaterhaus Gessnerallee aufgeführt wurde, oder Trottinett Ballett, das 2021 am Theater Neumarkt gezeigt wurde.
Am Theater Neumarkt entwickelte und inszenierte Piet Baumgartner 2022 auch EWS – der einzige Politthriller der Schweiz. EWS beschäftigt sich mit der Wahl von Eveline Widmer-Schlumpf in den Bundesrat, und ihrem Wirken als Bundesrätin. Das Stück fand grossen Anklang bei Presse und Publikum und wurde als eines von sieben Stücken ans Theatertreffen 2023 in Fribourg eingeladen. Das Stück wurde mit dem Preis für die Beste Schweizer Theaterproduktion 2022 ausgezeichnet.
Im Herbst 2023 feierte sein erster Kinodokumentarfilm The Driven Ones am 19. Zurich Film Festival seine Weltpremiere in der Sektion Fokus Wettbewerb CH/DE/AT. Der Film begleitet fünf Studierende des renommierten Masterstudiengangs in Wirtschaft der St. Galler Universität HSG über mehrere Jahre, sowohl während des Studiums als auch bei ihrem Einstieg ins Berufsleben.
Sein erster langer Spielfilm Bagger Drama feierte am Filmfestival von San Sebastian Premiere, wo er mit dem Kutxabank-New Directors Award ausgezeichnet wurde. Bagger Drama erzählt die Geschichte einer Familie, deren Tochter bei einem Unfall ums Leben gekommen war. Die Dreharbeiten hatten im Sommer 2023 in der Region Bern stattgefunden.
Piet Baumgartner arbeitet sowohl unabhängig als auch in Zusammenarbeit mit Rio Wolta und hat zahlreiche internationale Auszeichnungen erhalten. Er unterrichtet an der F+F Schule für Kunst und Design. Er ist Absolvent der Drehbuchwerkstatt München.

## Ausstellungen/Installationen
- 2018: Drones Over All, Jungkunst Winterthur
- 2018: Choreographies 2015–2018, Cité des Arts, Paris
- 2019: Haus zur Ameise St. Gallen
- 2020: Drones Over All, Art Blanche, Hauptbahnhof Zürich
- 2021: Bittersweet Tea Symphony[16], Wasserkirche / Theater Neumarkt Zürich

## Filmografie
- 2011: Alle Werden (Kurzfilm)
- 2012: Comme Tu Veux (Kurzfilm)
- 2013: Wissenschaftliches Arbeiten (Kurzfilm)
- 2013: Elite[17] (Kurzfilm), Drehort: Renaissance Zürich Tower Hotel
- 2015: Inland (Kurzfilm)
- 2023: The Driven Ones (Kinodokumentarfilm)
- 2024: Bagger Drama (Spielfilm)

## Performances/Theater
- 2010: Closer (freie Szene, Zürich, Bern, Basel)
- 2014: Zur Lage der Nation (Theater Stok)
- 2016: Maschinen (Theaterhaus Gessnerallee)
- 2017: Wir haben keine Zeit (Photobastei/Theaterhaus Gessnerallee)
- 2018: Die 12 Geschworenen (freie Szene, Bern)
- 2018: Showroom (Theaterhaus Gessnerallee)
- 2018: No More Intimate Music (Theaterhaus Gessnerallee)
- 2020: Late Night Drag (the Millers, Kaufleuten Zürich)
- 2021: Trottinett Ballett (Neumarkt, Zürich)
- 2022: EWS – der einzige Politthriller der Schweiz (Theater Neumarkt)

## Auszeichnungen
- 2012: Solothurner Filmtage (Jurypreis)
- 2015: Landshuter Kurzfilmfestival (Jurypreis)
- 2015: International Music Video Festival Paris (Special Jurypreis)
- 2016: Austin Music Video Festival (Grosser Preis)
- 2016: Civis – Europas Medienpreis für Integration in der Kategorie „European Young Civis Media Prize“ für den Kurzfilm Inland[18]
- 2016: m4music (Jurypreis)
- 2022: Beste Schweizer Theaterproduktion für EWS – der einzige Politthriller der Schweiz, gemeinsam mit Dramaturgin Julia Reichert[9]